# Marius Girard (festő)
Marius Girard (Reims, 1927 (vagy 1926) – Párizs, 2014) francia festő, grafikus, akvarellista, illusztrátor, litográfus és vésnök. A párizsi Montmartre művészközösség kiemelkedő tagja volt, egyéni látásmódú, impresszionista jellegű párizsi látképei tették híressé. Akvarelljeiből készült litográfiák és képes levelezőlapok a gyűjtők és a turisták révén a világ sok országába eljutottak.

## Élete
Reimsben született valószínűleg 1927-ben, esetleg 1926-ban. Tizenkilenc éves koráig, 1945-ig általános és középiskolába járt. Serdülőkorát a Reimset sújtó szövetséges bombázások határozták meg.  Festőnek akart tanulni, érettségi után beiratkozott egy művészeti főiskolára, de tanulmányait félbe kellett szakítania, mert behívták katonának.
Francia-Algériában szolgált, leszerelés után Párizsba ment. A Citroën Műveknél dolgozott kétkezi munkásként, szabad idejét festéssel töltötte.
Hamarosan felfedezte a Montmartre-t (Párizs 18. kerületében) és elhatározta, hogy ide költözik. Megismerkedett a Tertre téren (place du Tertre) festegető, ekkor még kis számú amatőr festővel és képzőművésszel, közéjük ült, velük együtt kezdett dolgozni. Citroën gyári állását otthagyta, és beköltözött egy közeli pincehelyiségbe. Vásznai eladásából élt.

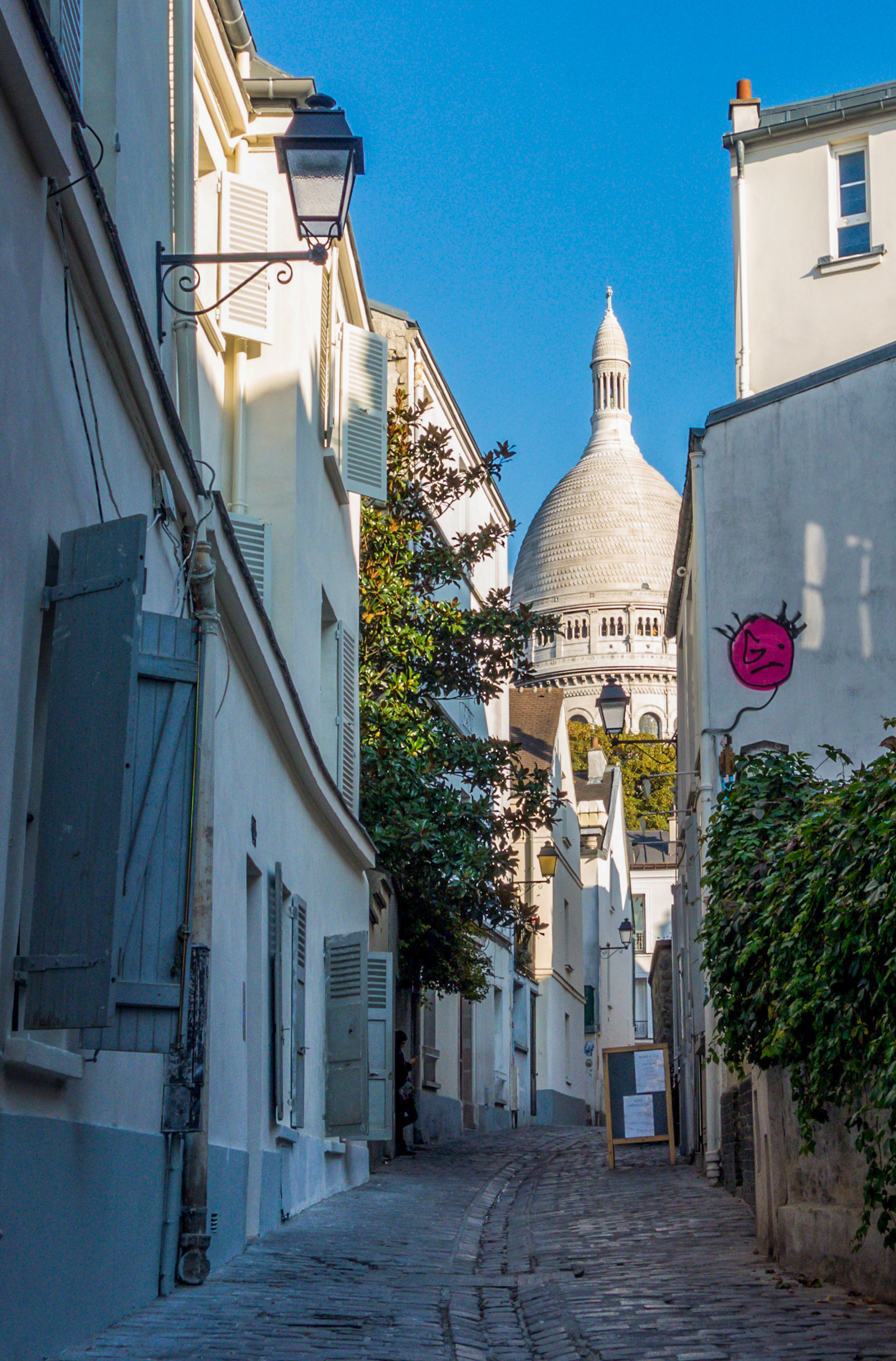
Lakóhelye, a montmartre-i Saint-Rustique utca

Egész életében képzőművészetből élt, festett, rajzolt, litográfiákat és véseteket készített, ezek eladásából élt. Életének középpontja, néhány utazást leszámítva, mindvégig a Buttes-Montmartre negyed maradt. Később, amikor már sikeres művész lett, itt vásárolt egy társasházi lakást (copropriété-t), a közeli Saint-Rustique utca 18. szám alatt, itt rendezte be saját festőműhelyét és itt is lakott.
Képeinek témája a párizsi Butte negyed utcái, a Moulin Rouge és a Sacré Cœur-bazilika környéke, de egész Párizst bejárta, mindenütt talált ihletet újabb és újabb képekhez. Az Ourcq-csatornáról (Canal de l’Ourcq) festett akvarelljei mediterrán hangulatúak. Spontán és szabad ecsetkezelése jellegzetes egyéni stílust eredményezett, képein nincsenek ismétlődésnek. Utrillo és Korovin stílusát követte. Hangsúlyozottan élénk színekkel festett, képei elevenséget, mozgást és derűt sugároznak. Egyéni stílusa révén képei jól felismerhetők.
Szabadtéri témáit mindig a helyszínen festette. Akvarelljeit az alapvonalak kihúzásával kezdte, sötét festékbe mártott hegyes pálcika hegyével. Ilyen célra a nyalókás fagyi pálcikáit hegyezte ki éles pengével. Vonalai, vékonytól a vastagig, változatos textúrákká és árnyékokká álltak össze. Miután a rajz váza elkészült, ecsettel és vízfestékkel vette munkába. Akvarelljeihez különleges, vastag rajzpapírt használt, amit ő maga „speciális kartonnak” nevezett. Munkásságának zömét akvarelljei teszik ki.
Impresszionista stílusú akvarell városképei mesteri színkezelését mutatják. Művei az 1970-es évektől litográfákon és postai postai képes levelezőlapokon nagy tömegben terjedtek. Girard-ra úgy hivatkoztak, mint Franciaország legtöbbet reprodukált festőművészére. Képes levelezőlapjai a műtárgypiacok keresett képei lettek. A párizsi Hilton hotel helyiségeit Girard 135 különböző vízfestményével díszítették. A képeiről készült lenyomatok finom vonalú litográfiák. Akvarelljeit fekete ceruzával írta alá, ezek a litográfiákon is megtévesztően eredeti ceruzavonásoknak tűnnek.
1972–1973-ban első alkalommal tett hosszú utazást az Egyesült Államokba és Kanadába, ahol újabb festői ihleteket merített, és nagyszámú képet festett az Újvilág városi környezeteiben is. Az utazás során az Ohio állambeli Lorain városában (Lorain megye székhelyén) interjút adott egy helyi újságnak, amely 1972. november 19-én „Postcards Made Him Rich” (Képes levelezőlapok tették gazdaggá) cím alatt lehozta a riportot és fotót is közölt a művészről és unokaöcsséről, az ekkor 18 éves William Girard-ról. Marius Girard 45 éves volt ekkor, és nem élt házasságban. A források utalásaiból kitűnik, hogy később ismét járt Észak-Amerikában, de ennek részletei nem ismertek.
Marius Girard 2014-ben hunyt el, hosszan tartó betegség után. Laon városában van eltemetve. Nekrológját a párizsi Gazette de Montmartre adta közre.
Életrajza szerepel az André Roussard által szerkesztett és kiadott Montmartre-i festők listájában, amely 4285 montmartre-i művész életrajzát tartalmazza az 1800–1999 közötti időszakból.

## Művei az Interneten
- Régitárgyak.hu
- Etsy.com
- Auction.fr
- ArtNet.com
- Gazette-Drouot.com
- MutualArrt.com

## További információ
- Catastrophe Waitress (nick): Paris in paintings: Marius Girard (angol nyelven), 2013. május 16. (Hozzáférés: 2021. január 16.)
- Catastrophe Waitress (nick): Marius Girard, tajemniczy wielbiciel Paryża (lengyel nyelven), 2014. április 7. (Hozzáférés: 2021. január 16.)
- Marius Girard (Künstler) (német nyelven). eart.de. (Hozzáférés: 2021. január 16.)[halott link]